# دلفین چانه‌سیاه
دلفین چانه‌سیاه یا دلفین پیل (Lagenorhynchus australis) نوعی دلفین کوچک است که در آب‌های پیرامون تیرا دل فوئگو در جنوب آمریکای جنوبی زندگی می‌کند.
دلفین‌های چانه‌سیاه معمولاً در گله‌های کوچک ۵ تا ۲۰ تایی حرکت می‌کنند. حرکت آن‌ها معمولاً در خطی هم‌راستا با کرانهٔ دریا صورت می‌گیرد. شنای آن‌ها آرام است ولی آماده جهش‌های سریع نیز هستند.